# Latte bufalino
Il latte bufalino è quel tipo di latte generato dalla bufala ossia dal genere femminile del bestiame che in Italia è quasi tutto di razza bufalo mediterraneo italiano.

## Caratteristiche
Questo latte ha sapore dolce, colore bianco opaco; il pH oscilla tra il 6,6-6,8 mentre il grasso è tra il 6-9%. Le sostanze azotate variano dal 3,8-4%, da albumina, globulina, proteosi-peptoni 0,50-1%; le sostanze azotate non proteiche variano tra lo 0,20-0,30% mentre il lattosio varia tra il 4,5-5%.

## Usi
È utilizzato per la preparazione della mozzarella di bufala, ricotta di bufala campana, stracciatella di bufala, scamorza, stracchino, burrata, tomino, provola, caciocavallo, mascarpone, yogurt, gelato. Nelle zone individuate dagli esperti, latte di specifiche qualità è usato per preparare la mozzarella di bufala campana riconosciuta a Denominazione di origine protetta da Governo italiano e Unione europea.